# ジェリー・リネンジャー
ジェリー・マイケル・リネンジャー(Jerry Michael Linenger、1955年1月16日-)は、アメリカ海軍医療隊の元軍人であり、アメリカ航空宇宙局の宇宙飛行士である。スペースシャトルに乗って宇宙ステーションミールを訪れた。

## 学業
リネンジャーは1955年1月16日に生まれ、イーストポイント (ミシガン州)で育った。イリノイ州アーリントンハイツ (イリノイ州)出身のキャサリン・バートマンと結婚し、4人の子供をもうけた。リネンジャーは1973年にイーストデトロイト高校を卒業し、1977年に海軍兵学校で生物科学の学士号、1981年にウェイン州立大学医学校で医学の博士号、1988年に南カリフォルニア大学でシステム管理の修士号、1989年にノースカロライナ大学チャペルヒル校で公衆衛生の修士号と伝染病学の博士号を取得した。
リネンジャーは海軍兵学校を卒業後、すぐに医学校に進学した。サンディエゴのバルボア海軍病院で外科のインターンシップ及びペンサコーラ (フロリダ州)の海軍航空宇宙医学研究所での航空宇宙医学の訓練を完了した後、彼はフィリピンのクービー・ポイント海軍航空基地で航空外科医として務めた。
その後彼はアメリカ海軍太平洋艦隊の海軍航空部隊司令官の医学アドバイザーに指名された。伝染病学の博士号を取得した後、リネンジャーは、海軍健康研究センターの主任研究員としてサンディエゴに戻り、また同時にカリフォルニア大学サンディエゴ校医学校のスポーツ医学で務めた。

## NASAでのキャリア
リネンジャーは1992年8月にジョンソン宇宙センターで宇宙飛行士の選考に参加した。彼はSTS-64(1994年9月9-20日)でディスカバリーで宇宙飛行を行った。このミッションでは、初めてレーザーを用いた環境の研究、太陽観測衛星の展開と回収、半導体のロボット加工、10年ぶりの命綱無しの船外活動等が行われた。初のミッションで、リネンジャーは地球を177周して450万マイル以上を移動し、10日間と22時間51分を宇宙で過ごした。
最初のミッションに続き、彼はミールへの長期滞在のために、1995年1月からロシアのガガーリン宇宙飛行士訓練センターで訓練を開始した。全ての訓練はロシア語で行われた。ミール内の全てのシステム（生命維持、電子、通信、姿勢制御、コンピュータシステム）についての学習やシミュレータによる訓練、ソユーズの打上げ、帰還機の操縦、水タンクによる船外活動の訓練等が行われた。また、様々な分野の100を超える実験が計画されたアメリカ合衆国の科学プログラム全般を担う科学者のチーフとしての訓練も受けた。実験には、医学（液性免疫、睡眠モニタ、放射線量測定）、生理学（長期飛行中の空間定位/行動の変化）、伝染病学（微生物サンプリング）、金属学（金属の分散係数の測定）、海洋学/地質学/陸水学（1万枚以上の写真サーベイ）、宇宙科学（火炎伝播）、微小重力科学（液体の挙動、臨界角の測定）等が含まれた。
リネンジャーは、1997年1月12日にアトランティスで打ち上げられ、STS-81のミッションを行った。2人のロシア人宇宙飛行士とミールに宇宙ステーションに滞在し、1997年5月24日にSTS-84で帰還した。合計132日と4時間1分を宇宙で過ごし、これは当時、アメリカ人男性の最長記録となった。
ミール滞在中、彼は外国の宇宙ステーションから船外活動を行った初のアメリカ人、アメリカ製以外の宇宙服を着用した初のアメリカ人となった。5時間の船外活動で、彼とロシア人の同僚は、新しく設計されたロシア製のオーランM宇宙服を初めて試験し、Optical Properties Monitor (OPM)とBenton線量計をステーションの外壁に取り付け、外壁に取り付けられた材料露出パネルを地上での分析のために回収した。
宇宙ステーションで生活するにおいて、リネンジャーと2人のロシア人宇宙飛行士は数多くの困難に直面した。例えば、軌道上の宇宙船が経験した最大規模の火災やシステム（酸素発生器、二酸化炭素除去装置、冷却ライン、通信アンテナ、尿収集加工施設等）の故障、手動ドッキングシステムの試験中の補給船との衝突未遂、電源の喪失、姿勢制御の喪失によるゆっくりとした「宙返り」等が発生した。これらの障害やそれによる時間のロス等があったが、ミッションの目的は全て達成された。
ほぼ5ヵ月に及ぶミッションを終え、リネンジャーは月まで110往復分以上に相当する約5000万マイルを18,000マイル/hの平均速度で移動し、地球を2000周以上した。
リネンジャーは1998年1月にNASAとアメリカ空軍を引退し、現在はミシガン州北部で家族とともに暮らしている。

## 著書
- Off The Planet: Surviving Five Perilous Months Aboard The Space Station MIR - by Jerry M. Linenger - 1999 - ISBN 0-07-136112-X
- 宇宙で気がついた人生で一番大切なこと "Jerry's Latters Home" - by Jerry Linenger - 2001 - ISBN 4-06-210619-1
- Letters from MIR: An Astronaut's Letters to His Son - by Jerry M. Linenger - 2002 - ISBN 0-07-140009-5